# Altin Lala
Altin Lala (Tirana, Albània, 18 de novembre de 1975), és un futbolista albanès. Juga de Migcampista i el seu actual equip és el Hannover 96 de la 1.Bundesliga.

## Clubs
| Club           | País     | Any       |
| -------------- | -------- | --------- |
| Dinamo Tirana  | Albània  | 1996-1997 |
| Borussia Fulda | Alemanya | 1997-1998 |
| Hannover 96    | Alemanya | 1998-     |